# John Paul Hammerschmidt

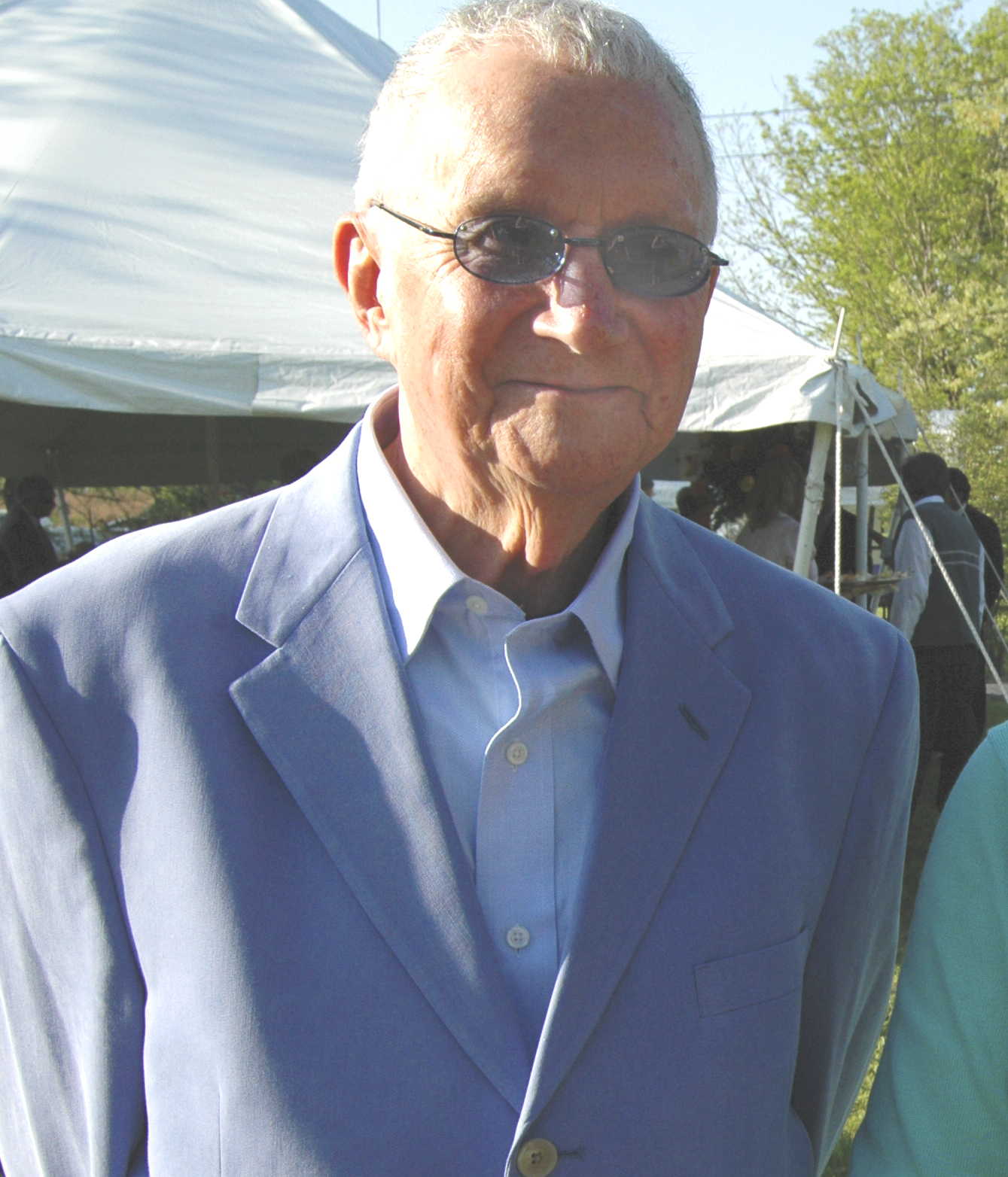
John Paul Hammerschmidt (2007)

John Paul Hammerschmidt (* 4. Mai 1922 in Harrison, Arkansas; † 1. April 2015 in Springdale, Arkansas) war ein US-amerikanischer Politiker.

## Leben und Karriere
Hammerschmidt besuchte von 1938 bis 1939 eine Militärhochschule in South Carolina und von 1940 bis 1941 die University of Arkansas. Ab 1942 nahm er als Transportflieger der Air Force in Südostasien am Zweiten Weltkrieg teil. Von 1945 bis 1946 besuchte er die Oklahoma State University – Stillwater und erwarb einen Bachelor-of Science-Abschluss. Er stieg in das Bauholz-Geschäft ein, gründete die Hammerschmidt Lumber Company und stand auch der Construction Products Company vor. Er wurde Präsident der Arkansas Lumber Dealers Association und der Southwestern Lumberman’s Association.
1966 gewann Hammerschmidt im dritten Wahlbezirk von Arkansas einen Sitz im Repräsentantenhaus für die Republikanische Partei. Dabei besiegte er den demokratischen Amtsinhaber James William Trimble und war der erste Republikaner seit der Ära der Reconstruction, der für Arkansas ins Repräsentantenhaus einzog. 1974 konnte Hammerschmidt seinen Abgeordnetensitz gegen den späteren 42. US-Präsidenten Bill Clinton mit knapp 6000 Stimmen Vorsprung verteidigen. 1993 zog sich Hammerschmidt aus dem Repräsentantenhaus und dem politischen Leben zurück. Er zeichnete sich während seiner Amtszeit durch sein sehr konservatives Abstimmungsverhalten bezüglich Außenpolitik und gesellschaftspolitischer Fragen aus. In der Wirtschaftspolitik nahm er jedoch gemäßigtere Positionen ein.